# Walter Q. Gresham
Walter Quintin Gresham (ur. 17 marca 1832 w hrabstwie Harrison, zm. 28 maja 1895 w Waszyngtonie) – amerykański polityk.

## Życiorys
Urodził się 17 marca 1832 roku na terenie hrabstwa Harrison. Ukończył studia na Uniwersytecie Indiany, a następnie studiował nauki prawne i został przyjęty do palestry. Zaangażował się w działalność polityczną Partii Republikańskiej i został członkiem legislatury stanowej Indiany. W czasie wojny secesyjnej służył w wojskach Unii, gdzie dosłużył się stopnia generała majora. Po wojnie powrócił do działalności lokalnej, jednocześnie bezskutecznie ubiegając się o mandat w Kongresie w 1866 i 1868 roku. W 1869 został sędzią sądu okręgowego, a w 1883 roku Chester Arthur mianował go poczmistrzem generalnym. Rok później został mianowany sekretarzem skarbu w miejsce zmarłego Charlesa Folgera. Gresham ubiegał się także o nominację prezydencką w 1884 i 1888 roku, lecz bez powodzenia. Gdy w 1893 roku demokrata Grover Cleveland, zaproponował mu objęcie stanowiska sekretarza stanu, Gresham, rozczarowany polityką republikanów, przyjął ofertę. Urząd ten pełnił do śmierci, która nastąpiła 28 maja 1895 roku w Waszyngtonie.